# Falubaz Zielona Góra (piłka nożna)
Falubaz Zielona Góra – polski klub piłkarski z siedzibą w Zielonej Górze. Rozwiązany w 2019 roku.

## Historia
27 grudnia 1998 roku w Zielonej Górze został założony Uczniowski Klub Piłkarski. Latem 2012 roku UKP Zielona Góra wchłonął Lechię Zielona Góra po której przejął miejsce w III lidze i rozpoczął działalność sportową pod nazwą Stelmet UKP Zielona Góra. W sezonie 2012/2013 oraz 2014/2015 klub zagrał w Pucharze Polski na szczeblu centralnym odpadając w rundzie przedwstępnej, a w sezonie 2013/2014 zespół zagrał w II lidze gdzie zajął 16. miejsce i spadł do III ligi. W 2010 roku z inicjatywy kibiców żużlowego Falubazu Zielona Góra powstał klub piłkarski KSF (skrót od KS Falubaz) Zielona Góra. W sezonie 2014/2015 drużyna zajęła pierwsze miejsce w lubuskiej IV lidze. W czerwcu 2015 roku doszło do fuzji UKP z KSF w celu wzmocnienia znaczenia piłki nożnej w Zielonej Górze, a powstały w ten sposób klub zgłoszony został do rozgrywek IV ligi lubuskiej w miejsce KSF, rezygnując tym samym z miejsca w III lidze po UKP. Zespół po fuzji przyjął nazwę Klub Sportowy Falubaz Zielona Góra i został objęty egidą żużlowego Falubazu.

## Sukcesy
- 16. miejsce w II lidze: 2013/2014
- Puchar Polski:
  - 1/32 finału: 2018/2019
- Puchar Polski Lubuski ZPN: 
  - 2017/2018

## Stadion
Od 2015 roku Falubaz mecze rozgrywał na Stadionie MOSiR w Zielonej Górze (stadion Lechii z którego przed fuzją korzystał UKP). Dane techniczne obiektu:
- pojemność: 11 000 (7100 miejsc siedzących)
- oświetlenie: brak
- wymiary boiska: 100 m x 67 m

Mecze były także rozgrywane na Stadionie Uniwersyteckim przy ul. Wyspiańskiego w Zielonej Górze. Pojemność obiektu wynosi 1000 miejsc (w tym 470 siedzących), a wymiary boiska to 110 na 58 m. Przed fuzją z obiektu korzystał KSF.

## Wychowankowie
Wychowankami zielonogórskiego klubu są m.in. Michał Janota, Tomasz Kędziora i Marcin Pietroń. W klubie szkolili się także m.in. Paweł Wojciechowski i Kamil Sylwestrzak.